# Október 6.
Október 6. az év 279. (szökőévben 280.) napja a Gergely-naptár szerint. Az évből még 86 nap van hátra.
Névnapok: Brúnó, Renáta + Berény, Csaba, Csobád, Peregrina, Renátó, Renátusz, René.

## Események
- i. e. 105 – A Római Köztársaság csapatai katasztrofális vereséget szenvednek a kimberektől az arausiói csatában.
- 891 – Formózusz pápa megválasztása.
- 1205 – III. Ince pápa János kalocsai érseket áthelyezi az esztergomi érseki székbe.
- 1395 – Zsigmond király kérésére IX. Bonifác pápa kiadja az Óbudai Egyetem alapítólevelét.[1]
- 1437 – Az apáti csatában újabb vereséget szenvedett nemesek és Budai Nagy Antal győzelmes felkelői megkötik a második kolozsmonostori egyezséget.
- 1593 – Szinán török nagyvezír elfoglalja Veszprémet.
- 1602 – Rudolf német-római császár, magyar király hadereje Hermann von Russwurm tábornagy parancsnoksága alatt elfoglalja Pestet és ostrom alá veszi Buda várát. Az ostrom sikertelen, a császári sereg november 14-én elvonul.[2]
- 1631 – VIII. Orbán pápa megerősíti székében Dávid Pál veszprémi püspököt.[3]
- 1636 – A nagyszalontai csata: I. Rákóczi György leveri a budai pasa seregét, amely őt akarja megbuktatni.
- 1666 – A Wesselényi-összeesküvés kezdete.
- 1788 – Varsóban megnyitják a nagy szejm ülését, ami 1791-ben megalkotja Európa első írott (kartális) alkotmányát, a Május 3-i Alkotmányt.
- 1844 – A Perczel fivérek kezdeményezésére Tolnában megalakul a Védegylet.
- 1848 – Bécsben forradalom tör ki. Latour császári hadügyminisztert meggyilkolják, a császári udvar Olmützbe menekül.
- 1849 – A pesti Újépület udvarán kivégzik gróf Batthyány Lajost, Magyarország első alkotmányos miniszterelnökét.
- 1849 – Aradon kivégzik a szabadságharc 12 honvéd tábornokát és egy ezredesét, az aradi vértanúkat.
- 1867 – A kormány betiltja a honvédegyletek e napra tervezett országos gyűlését.
- 1872 – A rendőrség betiltja az Általános Munkásegylet közgyűlését.
- 1878 – Haeffner Ernő, Győr főszámvevője kezdeményezte az aradi vértanúk kivégzésének helyén felállítandó emlékmű megépítését, valamint október 6. nemzeti gyásznappá nyilvánítását.
- 1883 – Istóczy Győző kezdeményezésére megalakul az Országos Antiszemita Párt.
- 1889 – Párizsban megnyílik a Moulin Rouge táncos revüszínház („cabaret”).
- 1889 – Thomas Alva Edison bemutatja első mozgóképét.
- 1908 – Az Osztrák–Magyar Monarchia kormánya bejelenti Bosznia-Hercegovina annexióját (bekebelezését).
- 1912 – Országszerte szocialista tömeggyűléseket tartanak a Balkán-háború ellen.
- 1926 – Felavatják Budapesten a Pogány Móric tervezte Batthyány-örökmécsest.
- 1928 – Csang Kaj-sek lesz a Kínai Köztársaság elnöke.
- 1934
  - Elindul útjára az első hazai építésű Duna-tengerjáró hajó, a „Budapest”.[4]
  - Katalónia kikiáltja részleges függetlenségét a Spanyol Szövetségi Köztársaságon belül. (Ez azonban mindössze tíz órán keresztül volt életképes. A katalán vezetőket letartóztatták és bebörtönözték, minden fontosabb tisztségviselői posztra a köztársasági kormány megbízható személyeket nevezett ki.)[5]
- 1937 – Megalakul Budapesten a Gömbös Gyula Társaság.
- 1938 – Zsolnán, az Andrej Hlinka vezette Szlovák Néppárt (HSL’S) által irányított tanácskozáson a HSL’S és a főbb szlovákiai politikai pártok képviselői megállapodnak az autonóm szlovák kormány létrehozásában; majd a zsolnai tanácskozást követően létrejön az autonóm Szlovákia, ahol a hatalom tényleges birtokosa a Szlovák Néppárt.
- 1941 – Ifjúmunkások németellenes és antifasiszta tüntetése a Batthyány-örökmécsesnél.
- 1944 – A 2. Ukrán Front csapatai hadműveletet indítanak Észak-Erdély és a Tiszántúl elfoglalására. Arad térségében megsemmisítik a 3. magyar hadsereget.
- 1944 – Budapesten kommunista vezetésű partizánok (a Marót-csoport) felrobbantják Gömbös Gyula korábbi magyar miniszterelnök szobrát (az Erzsébet híd budai hídfőjénél).
- 1951 – A Szabad Európa Rádió megkezdi rendszeres magyar nyelvű adását.
- 1951 – Sztálin elismeri, hogy a Szovjetunió atombomba-kísérletet hajtott végre.
- 1955 – Görögországban Konsztantinosz Karamanlisz alakít kormányt.[6]
- 1956 – Ünnepélyesen újratemetik az 1949-ben kivégzett, 1955-ben rehabilitált Rajk Lászlót és mártír társait.
- 1960 – Bemutatják a Spartacus című filmet, ami 4 Oscar-díjat kap.
- 1966 – Az Amerikai Egyesült Államokban betiltják az LSD-t.
- 1976 – Kínában letartóztatják a Négyek bandáját.
- 1979 – II. János Pál pápa – első pápaként – látogatást tesz a washingtoni Fehér Házban.
- 1989 – Budapesten összeül az MSZMP XIV. – egyben utolsó – kongresszusa.
- 1990 – Elindul Cape Canaveralről a Discovery űrrepülőgép, rakterében az Ulysses napszondával.
- 1997 – Megindul a földfelszíni műsorszórása (vagy földfelszíni sugárzása Magyarország eddigi két legnagyobb kereskedelmi televíziójának, az RTL Klub-nak és a TV2-nek.
- 2000 – Lemond Slobodan Milošević, a Szerb Köztársaság elnöke.
- 2007 – Négyszemközti beszélgetést folytat Gyurcsány Ferenc magyar kormányfő Bill Clintonnal a Parlamentben.
- 2008 – Monorierdőnél két vonat összeütközött. A vasúti balesetben négyen életüket vesztették.

## Sportesemények
Formula–1
- 1963 –  amerikai nagydíj, Watkins Glen – Győztes: Graham Hill  (BRM)
- 1968 –  amerikai nagydíj, Watkins Glen – Győztes: Jackie Stewart  (Matra Ford)
- 1974 –  amerikai nagydíj, Watkins Glen – Győztes: Carlos Reutemann (Brabham Ford)
- 1985 –  európai nagydíj, Brands Hatch – Győztes: Nigel Mansell  (Williams Honda Turbo)
- 2013 –  koreai nagydíj – Győztes: Sebastian Vettel   (Red Bull-Renault)

## Születések
- 1289 – Vencel magyar király, III. Vencel néven cseh és lengyel király († 1306)
- 1459 – Martin Behaim bajor térképész, csillagász, az első földgömb alkotója († 1507)
- 1552 – Matteo Ricci itáliai jezsuita szerzetes, matematikus, Kína-utazó († 1610)
- 1732 – Nevil Maskelyne angol csillagász († 1811)
- 1795 – Lahner György honvéd tábornok, aradi vértanú (kivégezték † 1849. október 6-án, 54. születésnapján.)
- 1797 – Joseph Othmar von Rauscher osztrák lovag, bíbornok és bécsi hercegérsek († 1875)
- 1813 – Wagner János magyar műépítész († 1904)
- 1824 – Dobsa Lajos színész, drámaíró († 1902)
- 1825 – Bartay Ede zeneszerző és zongorapedagógus († 1901)
- 1831 – Richard Dedekind német matematikus († 1916)
- 1863 – Ivánfi Jenő színész, rendező, műfordító († 1922)
- 1873 – Rózsahegyi Kálmán magyar színész, színésztanár, érdemes művész († 1961)
- 1887 – Le Corbusier (er. Charles-Edouard Jeanneret) svájci származású francia műépítész († 1965)
- 1889 – Bálint Jenő (Berger Jenő) művészeti szakíró, kritikus († 1945)
- 1891 – Kalocsay Kálmán orvos, egyetemi tanár, eszperantó író, nyelvész. († 1976)
- 1892 – Rónai Sándor politikus, a Magyar Népköztársaság Elnöki Tanácsának elnöke, az Országgyűlés elnöke († 1965)
- 1894 – Huszovszky Lajos magyar ügyvéd, országgyűlési képviselő († ?)
- 1899 – Engel Iván magyar zongoraművész († 1985)
- 1905
  - Fjodor Fjodorovics Saljapin (Фёдор Фёдорович Шаляпин) orosz színész, filmszínész, Fjodor Ivanovics Saljapin fia (A rózsa neve) († 1992)
  - Orosz Mihály magyar középiskolai tanár, országgyűlési képviselő († 2001)
- 1906 – Janet Gaynor, az első színésznő, aki megkapta a legjobb női főszereplő Oscar-díjat, mellyel három filmben nyújtott alakításáért tüntették ki 1928-ban, ez egyedülálló a Filmakadémia történetében. († 1984)
- 1910 – Bencsik István  magyar középiskolai és egyetemi tanár, politikus († 1998)
- 1911 – Rácz György  magyar rendező, író, dramaturg, műfordító, érdemes művész († 1994)
- 1914 – Nagy István Jászai Mari-díjas magyar színész († 2002)
- 1914 – Thor Heyerdahl norvég tengerbiológus, antropológus, felfedező († 2002)
- 1916 – Grandpierre K. Endre író, költő, történész, magyarságkutató († 2003)
- 1918 – André Pilette belga autóversenyző († 1993)
- 1918 – Max De Terra svájci autóversenyző († 1982)
- 1918 – Sugár László magyar színész, rendező, színházigazgató († 1992)
- 1928 – Csordás György Európa-bajnok magyar úszó († 2000)
- 1929 – Bruno Cremer francia színész (1991–2005-ig „Maigret felügyelő”) († 2010)
- 1930 – Hafez al Asszad szíriai elnök († 2000)
- 1931 – Ökrös Zsuzsa magyar ruhatervező, divattervező és mintatervező († 2005)
- 1931 – Riccardo Giacconi olasz származású Nobel-díj-as asztrofizikus († 2018)
- 1941 – John Nicholson új-zélandi autóversenyző († 2017)
- 1944 – José Carlos Pace brazil autóversenyző († 1977)
- 1949 – Bobby Farrell táncos, énekes a Boney M. együttes tagja († 2010)
- 1949 – Thomas McClary amerikai gitáros, a Commodores együttes tagja
- 1951 – Adonyi Nagy Mária romániai magyar költő, újságíró, műfordító († 2015)
- 1951 – Kevin Cronin amerikai énekes, az REO Speedwagon együttes frontembere
- 1951 – Manfred Winkelhock német autóversenyző († 1985)
- 1954 – Engler Péter magyar geodéta és építőmérnök
- 1956 – Salamon András Balázs Béla-díjas filmrendező, forgatókönyvíró, operatőr
- 1960 – Yves Leterme flamand miniszterelnök
- 1967 – Boros Péter (Pöpi) magyar dobos (Zorall)
- 1967 – Ambrus Gábor újságíró, a Magyar Sportújságírók Szövetségének főtitkára
- 1973 – Szekeres Adrien magyar énekesnő
- 1975 – Steinmetz Barnabás kétszeres olimpiai bajnok vízilabdázó
- 1978 – Denis Petukhov orosz származású amerikai műkorcsolyázó
- 1985 – Dorosz Dávid magyar jogász, politikus
- 1995 – Nikas Dániel szinkronszínész
- 2002 – Jonathan Kuminga kongói kosárlabdázó

## Halálozások
- 0404 – Aelia Eudoxia bizánci császárné
- 1101 – Karthauzi Szent Brúnó katolikus áldozópap, a karthauzi rend alapítója (* 1030 körül)
- 1651 – Heinrich Albert német barokk zeneszerző, dalköltő, orgonaművész (* 1604)
- 1781 – Zimmermann Antal zeneszerző (* 1741)
- 1825 – Bernard Germain de Lacépède francia természettudós, politikus (* 1756)
- 1848 – Theodor Baillet von Latour osztrák császári hadügyminiszter (* 1780)

- 1849

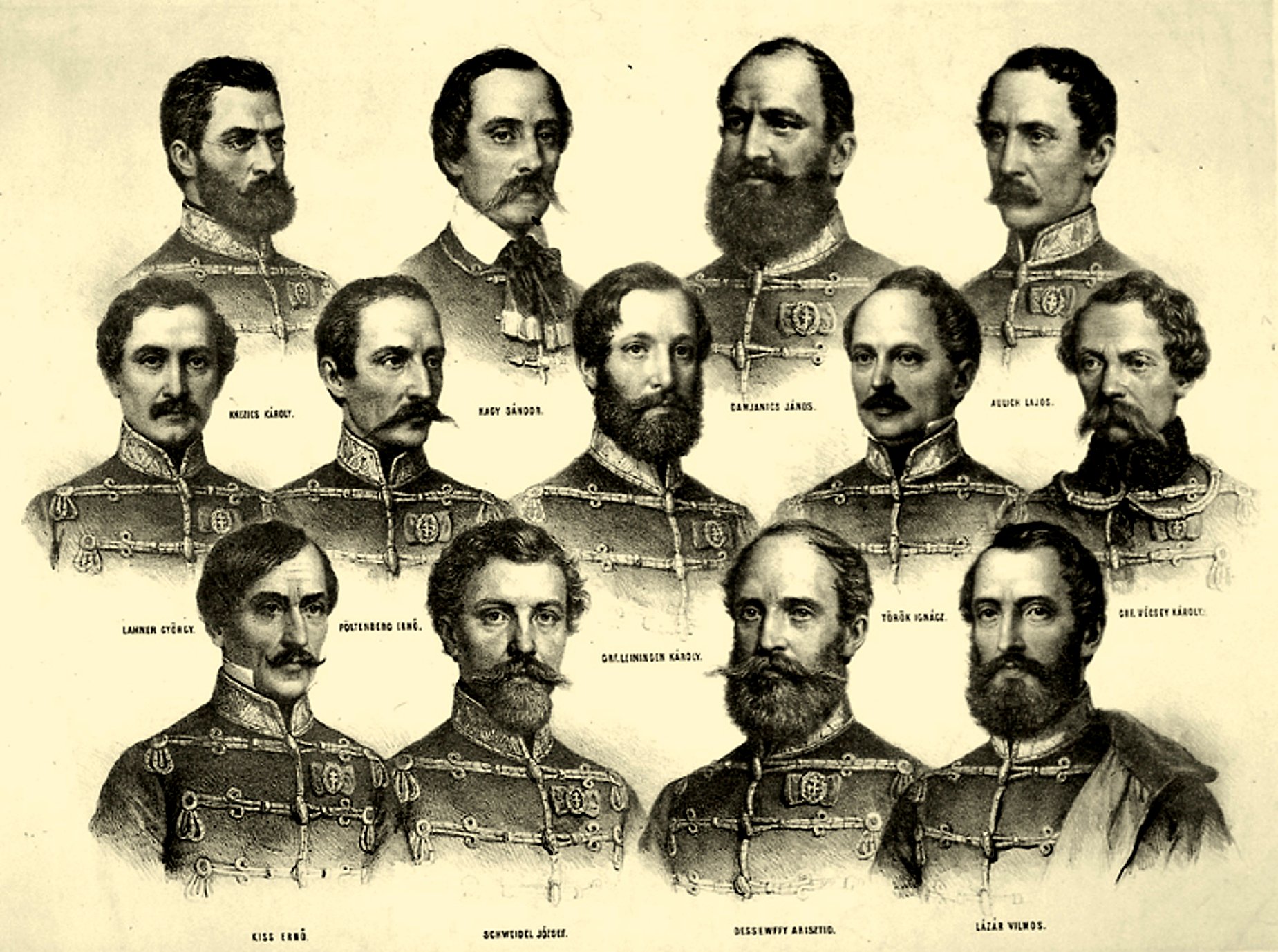
Az aradi vértanúk

  - Batthyány Lajos Magyarország első alkotmányos miniszterelnöke (* 1807)
  - Az aradi vértanúk: 
    - Aulich Lajos honvéd tábornok, magyar hadügyminiszter (* 1793)
    - Damjanich János honvéd tábornok, hadtestparancsnok (* 1804)
    - Dessewffy Arisztid honvéd tábornok, hadtestparancsnok (* 1802)
    - Kiss Ernő honvéd altábornagy (* 1799)
    - Knezich (Knezić) Károly honvéd altábornagy, hadtestparancsnok (* 1808)
    - Lahner György honvéd tábornok, hadfelszerelési főfelügyelő (* 1795)
    - Lázár Vilmos honvéd ezredes, hadtestparancsnok (* 1817)
    - Leiningen-Westerburg Károly gróf, honvéd tábornok (* 1819)
    - Nagysándor József honvéd tábornok, hadtestparancsnok (* 1803)
    - Poeltenberg Ernő honvéd tábornok, hadtestparancsnok (* 1808)
    - Schweidel József honvéd tábornok, Pest várospancsnoka (* 1796)
    - Török Ignác honvéd tábornok, erődparancsnok (* 1795)
    - Vécsey Károly gróf, honvéd tábornok, hadtestparancsnok (* 1803)
- 1874 – Aszalay József térképész, író (* 1798)
- 1912 – Auguste Beernaert Nobel-békedíjas belga-flamand politikus, 1884–1894 között Belgium miniszterelnöke (* 1829)
- 1925 – Zsilinszky Mihály tanár, történész, az MTA tagja (* 1838)
- 1936 – Gömbös Gyula katonatiszt, politikus, 1932–1936 magyar miniszterelnök (* 1886)
- 1937 – Borostyánkői (Baldauf) Mátyás, vendéglős, a budapesti Mátyás-pince alapítója (* 1873)
- 1941 – Kabos Gyula magyar színész, komikus (* 1887)
- 1947 – Finta Zoltán romániai költő (* 1893)
- 1948 – Bíró Mihály magyar természetfestő, grafikus, szobrász (* 1886)
- 1948 – Wagner János zoológus (* 1906)
- 1951 – Otto Fritz Meyerhof Nobel-díjas német származású amerikai biokémkus (* 1884)
- 1956 – Barta Ernő festő, grafikus (* 1878)
- 1957 – André Loens francia autóversenyző (* 1920)
- 1962 – Zajky Zoltán fotóművész (* 1891)
- 1962 – Tod Browning amerikai filmrendező (* 1880)
- 1963 – Zimmermann Ágoston Kossuth-díjas anatómus, egyetemi tanár, az MTA tagja (* 1875)
- 1973 – Fábián Dezső olimpiai bajnok vízilabdázó (* 1918)
- 1973 – François Cevert (Albert François Goldenberg) francia autóversenyző (* 1944)
- 1974 – Helmuth Koinigg osztrák autóversenyző (* 1948)
- 1977 – Bárány Nándor Kossuth-díjas gépészmérnök, egyetemi tanár, az MTA tagja (* 1899)
- 1977 – Kormos István költő, műfordító, szerkesztő (* 1923)
- 1980 – Barnabás Kálmán geológus (* 1910)
- 1981 – Anvar Szadat egyiptomi elnök, merényletben (* 1918)
- 1989 – Bette Davis kétszeres Oscar-díjas amerikai színésznő (* 1908)
- 1989 – Jaromír Korčák cseh geográfus, demográfus és statisztikus (* 1895)
- 1995 – Mándy Iván Kossuth-díjas magyar író (* 1918)
- 1997 – Hanák Péter Széchenyi-díjas történész, az MTA tagja (* 1921)
- 2000 – Richard Farnsworth amerikai színész (* 1920)
- 2015 – Göncz Árpád író, műfordító, köztársasági elnök (* 1922)
- 2017 – Nepp József Kossuth-díjas magyar rajzfilmrendező, forgatókönyvíró (* 1934)
- 2018 – Montserrat Caballé katalán opera-énekesnő, világhírű szoprán (* 1933)
- 2020 – Eddie Van Halen amerikai gitáros, billentyűs, producer (* 1955)
- 2021 – Csomafáy Ferenc erdélyi magyar fényképész, újságíró (* 1936)
- 2023 – Olgyai Magda magyar színésznő, az egri Gárdonyi Géza Színház örökös tagja (* 1926)

## Nemzeti ünnepek, gyásznapok, emléknapok, világnapok
- Az aradi vértanúk emléknapja, a magyar kormány 2001-ben nyilvánította nemzeti gyásznappá Magyarországon és a magyarok által lakott területeken.[7]
- Egyiptom: A fegyveres erők napja.
- Amerikai Egyesült Államok: német-amerikai nap